# Liselotte Neumann
Liselotte "Lotta" Neumann, född 20 maj 1966 i Finspång i Östergötland, är en svensk professionell golfspelare. Hon vann 1988 US Women's Open som första svenska vinnare av en golf-major. Totalt vann hon tretton internationella segrar under sin karriär, och från 1990 till 2000 deltog hon sex gånger i Solheim Cup.

## Biografi
Neumann provade som liten på många olika bollsporter, bland annat fotboll, men det blev golfen som skulle bli hennes val. 1978 vann hon som 12-åring sin första juniortävling, Colgate Cup, och när hon var 15 år blev hon svensk seniormästare. Hon vann ytterligare SM- och juniorsegrar innan hon blev professionell på Ladies European Tour 1985. 1988 kom hon med på den amerikanska LPGA-touren och blev samma år den första svenska golfaren som vann en major, US Women's Open. Totalt vann hon tretton internationella segrar under våren 1988–2004.
Neumann har alltid hållit bra kontakt med sin hemmaklubb, Finspångs GK, och har ett flertal gånger bjudit in världsspelare till klubben.
Neumann spelade i Solheim Cup vid sex tillfällen åren 1990, 1992, 1994, 1996, 1998 och 2000.

## Meriter

### Majorsegrar
- 1988 – US Women's Open[1]

### LPGA-segrar
- 1991 – Mazda Japan Classic
- 1994 – Minnesota LPGA Classic, Weetabix Womens British Open, GHP Heartland Classic
- 1996 – Chrysler-Plymouth Tournament of Champions, PING Welch’s Championship, First Bank Presents the Edina Realty LPGA Classic
- 1997 – Welch’s Championship, Toray Japan Queens Cup
- 1998 – Standard Register PING, Chick-fil-A Charity Championship
- 2004 – Asahi Ryokuken International Championship

### Segrar på Europatouren
- 1991 – IBM Ladies Open
- 1992 – Sunrise Cup
- 1993 – Hennessy Ladies' Cup
- 1994 – Hennessy Ladies' Cup, Trygg Hansa Ladies' Open
- 1995 – Trygg Hansa Ladies' Open

### Övriga segrar
- 1987 – Singapore Open
- 1992 – World Team Championship
- 1995 – Australian Open

### Utmärkelser
- 1988 – Årets nykomling på LPGA-touren[1]
- 1994 – Årets golfare i Sverige, Golf World's Most Improved Golfer